# Jules Verne Aventures
Pour les articles homonymes, voir Jules Verne (homonymie) et JVA.
Jules Verne Aventures est une association française régie par la loi de 1901, créée en 1991 par Jean-Christophe Jeauffre et Frédéric Dieudonné. Agréée d’éducation populaire par le ministère de la Jeunesse et des Sports, elle est dédiée à l'exploration, au cinéma et la sensibilisation du public à la préservation de l'environnement et du monde sauvage. Sa devise : Imaginer, Explorer, Préserver.
Elle lance le Festival Jules Verne en 1992, événement culturel annuel à destination du grand public, puis se met à produire ses propres films et expéditions Jules Verne dès 1999, pour la télévision, le cinéma, la vidéo et le web.

## Festival Jules Verne
Créé en novembre 1992 à l'Institut océanographique de Paris, au cœur du Quartier latin, où il s'est tenu jusqu'en 2002, le Festival Jules Verne a lieu depuis 2004 au Grand Rex, le plus grand cinéma d'Europe (2 750 places), classée monument historique en 1981.

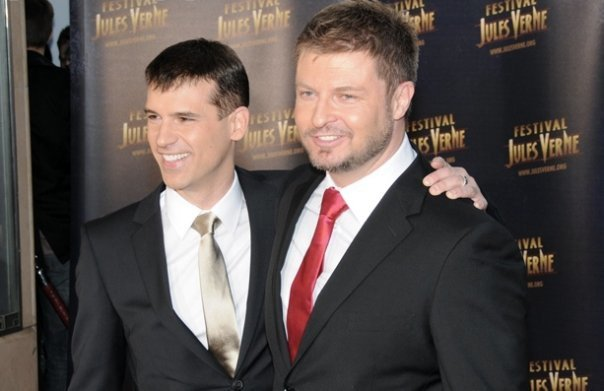
De gauche à droite, Frédéric Dieudonné et Jean-Christophe Jeauffre (ici, en 2009), les fondateurs de Jules Verne Aventures.

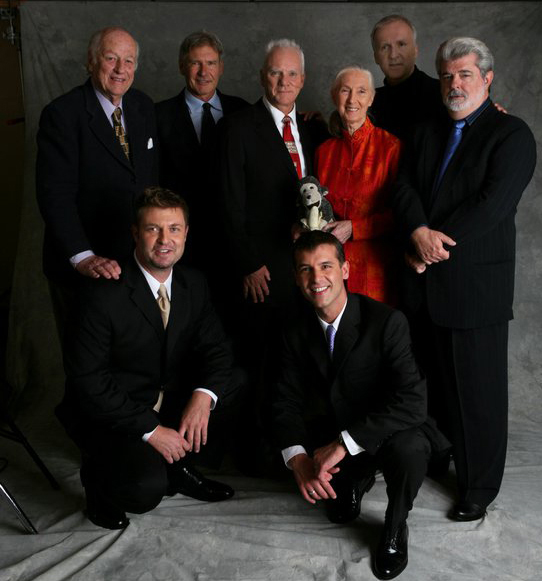
Lancement du "Jules Verne Festival" à Los Angeles, le 6 octobre 2006. De gauche à droite: Ray Harryhausen, Harrison Ford, Malcolm McDowell, Jane Goodall, James Cameron, George Lucas. Au premier plan, Jean-Christophe Jeauffre et Frédéric Dieudonné.

- Entre 1992 et 2002, s'y succèdent de grands noms de l'exploration, des médias et du cinéma, à commencer par le commandant Jacques-Yves Cousteau, parrain de la première édition, puis Georges de Caunes, Lambert Wilson et Jacques Lanzmann. Un premier concert symphonique de musiques de films, dirigé par le compositeur britannique John Scott, se tient en 1999 : ces événements musicaux deviendront au fil du temps l'une des signatures du festival.

- Face à un succès croissant, le festival Jules Verne quitte l'amphithéâtre de 500 places de l'Institut océanographique pour la salle légendaire du Grand Rex, sur les grands boulevards parisiens, où il s'installe au printemps 2004. Pour cette première, un plateau prestigieux : l'astronaute Buzz Aldrin, Jacques Piccard, Georges de Caunes, Charlotte Rampling et Bernard Giraudeau. Le cinéaste et explorateur James Cameron est l'invité d'honneur et reçoit un Jules Verne Award à l'issue des projections de Titanic et de son documentaire en 3D Les Fantômes du Titanic.

- En 2005, l'acteur Tony Curtis est l'invité principal du festival pour la première fois : face à un public en liesse, il reçoit un Jules Verne Award des mains de Roman Polanski. En ouverture, a lieu l'avant-première de Man to Man, le nouveau film de Régis Wargnier, en présence de Kristin Scott Thomas et de Catherine Deneuve. Une soirée est consacrée à la série de science-fiction Smallville, avec la participation des actrices Allison Mack (Chloe) et Erica Durance (Lois). Aliens of the Deep de James Cameron est présenté en avant-première et en 3D relief.

- La même année, Jules Verne Aventures connaît un tournant historique : ses deux fondateurs créent la version américaine de Jules Verne Aventures, qu'ils nomment "Jules Verne Adventures", et lancent le "Jules Verne Festival"[1],[2] le 6 octobre 2006 au Shrine Auditorium de Los Angeles (6 000 places), en présence de Jane Goodall, Harrison Ford, George Lucas[3], James Cameron et Ray Harryhausen, et avec l'acteur Malcolm McDowell (Orange mécanique) pour maître de cérémonie[1].

Depuis lors, se tiennent chaque année des événements signés Jules Verne Festival chaque année à Downtown Los Angeles et à Hollywood.
- En 2006, les acteurs Christopher Lee et Ernest Borgnine reçoivent un Jules Verne Award, en présence de Patrick Poivre d'Arvor, du prince Albert II de Monaco et du cinéaste Patrice Leconte. L'acteur Keir Dullea rencontre l'astronaute Buzz Aldrin à l'occasion d'une projection spéciale de 2001, l'Odyssée de l'espace.

- En 2007, à l'occasion des 15 ans du festival, un après-midi est consacré à la série Heroes, en présence de l'acteur Zachary Quinto (Sylar). Une nouvelle soirée Smallville se tient également, avec la participation de Michael Rosenbaum (Lex Luthor). Le réalisateur Claude Lelouch accepte la présidence du jury et reçoit un Jules Verne pour ses 50 ans de carrière. Le festival projette en avant-première européenne et en présence de son réalisateur Rob Stewart, le documentaire-choc canadien Sharkwater, consacré au massacre des requins dans le monde. Le festival honore également l'acteur Patrick Stewart (X-Men, Star Trek) et le compositeur argentin Lalo Schifrin, qui dirige le concert de clôture, sur le thème « Action & Aventure ». Le compositeur et chef d'orchestre y joue lui-même au piano ses compositions pour le cinéma : L'Inspecteur Harry (Dirty Harry), Opération dragon, Magnum Force, Mission impossible, etc. Également présent, Kyle Eastwood, fils de Clint, interprète à la guitare basse le thème de L'Inspecteur Harry.

- En 2008, c'est le metteur en scène Robert Hossein qui préside le jury, lequel compte, entre autres, l'actrice Lola Dewaere et l'acteur Jimmy Jean-Louis parmi ses membres. Le Festival décide de rendre hommage à Louis de Funès[4] à l'occasion du 25e anniversaire de sa disparition, et organise la projection exceptionnelle du film Les Aventures de Rabbi Jacob en présence de Jeanne, Patrick et Olivier de Funès, ainsi que l'équipe du film. Un Jules Verne Award d'honneur est remis à Jeanne et Louis de Funès pour « une vie de partage et d'aventure ».

- En 2009, l'astronaute américain Buzz Aldrin est au Grand Rex pour l'ouverture de la 17e édition du festival, à l'occasion du 40e anniversaire de la mission lunaire Apollo 11[5]. Le lendemain, c'est la série Lost[6] qui est à l'honneur, en présence de Damon Lindelof et Carlton Cuse, créateurs et producteurs exécutifs de la série. Evangeline Lilly (Kate Austen) et Michael Emerson (Benjamin Linus) rencontrent leurs fans européens pour la première fois. Gérard Depardieu reçoit un Jules Verne Award d'honneur pour l'ensemble de sa carrière et le Festival projette Star Trek de J. J. Abrams en avant-première.

- En 2010, le festival célèbre, entre autres, le 30e anniversaire de Star Wars, épisode V : L'Empire contre-attaque en présence de Mark Hamill[7], alias Luke Skywalker, le personnage principal du film, jamais revenu en France depuis lors.

- Les 10 et 11 octobre 2012, le festival fête son 20e anniversaire au Grand Rex, avec l'acteur et environnementaliste Richard Dean Anderson[8] (MacGyver, Stargate SG-1), l'actrice Amanda Tapping (Stargate SG-1, Sanctuary), l'astronaute Buzz Aldrin, ainsi que l'acteur, producteur et environnementaliste Jacques Perrin. À l'occasion d'un grand concert de musiques de films, le compositeur David Newman (L'Âge de glace, Anastasia) dirige 80 musiciens pour interpréter les plus grands thèmes du cinéma d'aventure et de science-fiction (Sueurs froides, Edward aux mains d'argent, Alien, La Planète des singes, etc.) en synchronisation totale avec les images : une première en France.

De 1992 à 2012, entre Paris et Los Angeles, Jean-Christophe Jeauffre et Frédéric Dieudonné ont organisé 27 événements signés Festival Jules Verne ou Jules Verne Festival.